# Mark McGeeney
Mark McGeeney (* 28. Juni 1972 in Wyken, England) ist ein englischer Dartspieler.

## Werdegang

### Karriere bei der BDO
McGeeney begann im Jahre 2010 damit, als Spieler an Turnieren der BDO teilzunehmen. Bereits im August desselben Jahres gelang es ihm, die Weoley Castle Open durch einen Sieg über Kevin Taylor zu gewinnen. Im September 2014 feierte der Engländer mit dem Sieg beim England Classic einen weiteren Erfolg, wo er im Finale Wesley Harms besiegte. Durch den Sieg über den ehemaligen Weltmeister Scott Waites im Finale der British Open 2015 konnte McGeeney einen weiteren Erfolg feiern.
2016 nahm McGeeney erstmals einer Darts-Weltmeisterschaft der BDO teil, bei der er sich im Achtelfinale dem favorisierten Scott Mitchell geschlagen geben musste, nachdem er in der 1. Runde den Schweden Peter Sajwani besiegen konnte. Im weiteren Verlauf des Jahres konnte sich der Brite in der erweiterten Weltspitze der BDO festsetzen, sodass er beim World Masters 2016 das Finale erreichte. Erst im Finale musste sich McGeeney nach Siegen über Scott Waites im Achtelfinale und Scott Mitchell im Halbfinale dem Weltranglisten-Ersten Glen Durrant geschlagen geben. Bei der BDO World Darts Championship 2017 hingegen war es Waites, der McGeeney bereits im Achtelfinale aus dem Turnier ausscheiden ließ. Im September 2017 erreichte McGeeney ein weiteres Mal das Finale des World Masters, verlor jedoch mit 1:6 Sätzen eindeutig gegen Krzysztof Ratajski. Wegen seiner starken Leistungen im Jahr 2017 war McGeeney für den Grand Slam of Darts über den BDO Invitation Table qualifiziert. Der Engländer schied jedoch ohne Sieg gegen Mensur Suljovic, Michael Smith und James Wilson bei seiner ersten Teilnahme aus.
2018 kam McGeeney erstmals über das Achtelfinale einer Weltmeisterschaft hinaus und erreichte durch einen Sieg über den Deutschen Michael Unterbuchner in 6:4 Sätzen das Finale der BDO World Darts Championship. Dieses verlor er knapp mit 6:7 gegen den Favoriten Durrant. Beim World Masters scheiterte er anschließend überraschend im Achtelfinale gegen den späteren Turniersieger Adam Smith-Neale. Dennoch gelang es McGeeney im späteren Verlauf des Jahres, die langjährige Nummer eins des BDO Invitation Table, Glen Durrant, von der Spitze der Weltrangliste zu verdrängen. Nichtsdestoweniger kam McGeeney auch bei seiner zweiten Teilnahme am Grand Slam of Darts nicht über die Gruppenphase hinaus. Die BDO World Darts Championship 2019 endete für den als Nummer eins gesetzten Spieler überraschend im Achtelfinale nach einer 0:4-Niederlage gegen Conan Whitehead.

### Karriere bei der PDC
Als Sieger eines sogenannten Speedy qualifiers erreichte McGeeney die Vorrunde der UK Open 2013, wo er Scott Coleman mit 0:5 Legs unterlag. Nachdem sich der Brite daraufhin auf seine BDO-Karriere konzentrierte, zieht er es in Erwägung an der UK Q-School der PDC im Januar in Großbritannien teilzunehmen, um sich auf diesem Wege eine Teilnahmeberechtigung für Turniere der PDC Pro Tour 2019 zu sichern. Bei einem Scheitern würde der Dartspieler wieder zur BDO zurückkehren. Am 15. Januar 2019 bestätigte die PDC, dass sich McGeeney für die Q-School angemeldet habe und er somit an vier Turnieren dieser Serie im Vereinigten Königreich teilnehmen wird. Am zweiten Tag der Q-School 2019 gelang es ihm, sich durch einen 5:4-Finalsieg gegen Carl Wilkinson eine 2-Jahres-Tour Card zu sichern.
2022 musste McGeeney erneut an der Q-School teilnehmen. Dabei startete er in der direkt Final Stage, gewann seine Tour Card jedoch nicht zurück. Somit nahm McGeeney 2023 erneut an der Q-School teil. Hierbei spielte er sich über die Rangliste in die Final Stage, wo er jedoch denkbar knapp aufgrund einer schlechteren Legdifferenz an der Tour Card scheiterte.
Kurz darauf gewann McGeeney den Masters Qualifier 2 der WSDT und war somit beim World Seniors Darts Masters 2023 spielberechtigt. Er wurde dabei in Runde eins Phil Taylor zugelost und verlor mit 2:4 in Sätzen. Auf der PDC Challenge Tour 2023 kam McGeeney einmal ins Viertelfinale.
Auch bei der Q-School 2024 nahm McGeeney teil, konnte dabei aber lediglich ein Spiel gewinnen und schied somit in der First Stage aus. Nachdem er keine Tour Card holen konnte, spielte McGeeney vor allem die Turniere der World Seniors Darts Tour 2024. Er zog dabei einmal ins Viertelfinale und weitere drei Mal ins Achtelfinale ein, qualifizierte sich aber für kein Major.
Bei der Q-School 2025 war McGeeney wieder dabei. Er spielte sich in die Final Stage, wo er sieben Spiele gewann und vier Punkte für die Rangliste erzielte. Eine Tour Card gewinnen konnte er dadurch jedoch erneut nicht.

## Weltmeisterschaftsresultate

### BDO
- 2016: Achtelfinale (3:4-Niederlage gegen  Scott Mitchell)
- 2017: Achtelfinale (2:4-Niederlage gegen  Scott Waites)
- 2018: Finale (6:7-Niederlage gegen  Glen Durrant)
- 2019: Achtelfinale (0:4-Niederlage gegen  Conan Whitehead)

### PDC
- 2020: 2. Runde (1:3-Niederlage gegen  Ricky Evans)